# Evolve Tag Team Championship
El Evolve Tag Team Championship fue un campeonato profesional de lucha libre que pertenece a la promoción Evolve. Los campeones inaugurales se coronaron el 24 de enero de 2016, al final de un torneo de ocho equipos.
Como la mayoría de los campeonatos de lucha profesional, el título se gana como resultado de un combate programado. Ha habido siete reinados compartidos entre siete equipos y doce luchadores. Los no deseados The Besties In The World
(Davey Vega & Mat Fitchett) son los últimos campeones en su primer reinado.

## Historia
Antes de la creación de este campeonato, Evolve reconoce desde noviembre de 2011 el Open The Freedom Gate Championship, el campeonato de Dragon Gate USA (DGUSA). Esto se debe al hecho de que Gabe Sapolsky  (en), uno de los cofundadores de Evolve, también es vicepresidente de la DGUSA.
El 10 de noviembre de 2015, Evolve anunció la organización de un torneo para designar a los campeones del primer equipo de Evolve. Tendrá lugar del 22 al 24 de enero de 2016 durante Evolve 53, Evolve 54 y Evolve 55. El 30 de noviembre, la federación anuncia los ocho equipos que participan en este torneo. Timothy Thatcher, quien se está asociando con Zack Sabre Jr., tiene una infección por estafilococos y Sami Callihan lo reemplaza.
Equipo Participante
- The Bravado Brothers (Harlem Bravado & Lancelot Bravado)
- Catch Point (Drew Gulak & T.J. Perkins)
- Heroes. Eventually. Die. (Chris Hero & Tommy End)
- Drew Galloway & Johnny Gargano
- The Premier Athlete Brand (Anthony Nese & Caleb Konley)
- Roppongi Vice (Rocky Romero & Trent Baretta)
- Sami Callihan & Zack Sabre Jr.
- Team Tremendous (Bill Carr & Dan Barry)

|  | Cuartos de final | Cuartos de final     | Cuartos de final   |                    |                      | Semifinal            | Semifinal     | Semifinal     |  |            | Final         | Final         | Final         |  |
|  | (22 de enero)    | (22 de enero)        | (22 de enero)      |                    |                      | (23 de enero)        | (23 de enero) | (23 de enero) |  |            | (24 de enero) | (24 de enero) | (24 de enero) |  |
|  |                  |                      |                    |                    |                      |                      |               |               |  |            |               |               |               |  |
|  |                  |                      |                    |                    |                      |                      |               |               |  |            |               |               |               |  |
|  | 1                | Callihan & Sabre     | Pin                |                    |                      |                      |               |               |  |            |               |               |               |  |
|  | 1                | Callihan & Sabre     | Pin                |                    |                      |                      |               |               |  |            |               |               |               |  |
|  | 8                | Hero & End           | [ 2 ]              |                    |                      |                      |               |               |  |            |               |               |               |  |
|  | 8                | Hero & End           | [ 2 ]              |                    | Hero & End           | Hero & End           | Pin           |               |  |            |               |               |               |  |
|  |                  |                      |                    |                    | Hero & End           | Hero & End           | Pin           |               |  |            |               |               |               |  |
|  |                  |                      | Roppongi Vice      | Roppongi Vice      | [ 3 ]                |                      |               |               |  |            |               |               |               |  |
|  | 5                | Roppongi Vice        | Roppongi Vice      | Roppongi Vice      | [ 3 ]                | Pin                  |               |               |  |            |               |               |               |  |
|  | 5                | Roppongi Vice        |                    |                    |                      |                      |               |               |  |            |               |               |               |  |
|  | 4                | Carr & Barry         | [ 2 ]              |                    |                      |                      |               |               |  |            |               |               |               |  |
|  | 4                | Carr & Barry         | [ 2 ]              |                    |                      |                      |               |               |  | Hero & End | Hero & End    | Sub           |               |  |
|  |                  |                      |                    |                    |                      |                      |               |               |  | Hero & End | Hero & End    | Sub           |               |  |
|  |                  |                      | Galloway & Gargano |                    |                      |                      |               |               |  |            |               |               |               |  |
|  | 3                | Nese & Konley        | Pin                |                    |                      |                      |               |               |  |            |               |               |               |  |
|  | 3                | Nese & Konley        | Pin                |                    |                      |                      |               |               |  |            |               |               |               |  |
|  | 6                | The Bravado Brothers | [ 2 ]              |                    |                      |                      |               |               |  |            |               |               |               |  |
|  | 6                | The Bravado Brothers | [ 2 ]              |                    | The Bravado Brothers | The Bravado Brothers | Sub           |               |  |            |               |               |               |  |
|  |                  |                      |                    |                    | The Bravado Brothers | The Bravado Brothers | Sub           |               |  |            |               |               |               |  |
|  |                  |                      | Galloway & Gargano | Galloway & Gargano | [ 3 ]                |                      |               |               |  |            |               |               |               |  |
|  | 7                | Galloway & Gargano   | Galloway & Gargano | Galloway & Gargano | [ 3 ]                | Pin                  |               |               |  |            |               |               |               |  |
|  | 7                | Galloway & Gargano   |                    |                    |                      |                      |               |               |  |            |               |               |               |  |
|  | 2                | Gulak & Perkins      | [ 2 ]              |                    |                      |                      |               |               |  |            |               |               |               |  |
|  | 2                | Gulak & Perkins      | [ 2 ]              |                    |                      |                      |               |               |  |            |               |               |               |  |
|  |                  |                      |                    |                    |                      |                      |               |               |  |            |               |               |               |  |

## Lista de campeones
|    | Luchador                                                     | N.º | Fecha                    | Días | Show o evento | Notas y referencias                                                                                         |
| -- | ------------------------------------------------------------ | --- | ------------------------ | ---- | ------------- | --- |
| 1  | Drew Galloway (1) & Johnny Gargano (1)                       | 1   | 24 de enero de 2016      | 69   | Evolve 55     | Derrotaron a Chris Hero y Tommy End en la final de un torneo para convertirse en los campeones inaugurales. |
| 2  | Catch Point (Drew Gulak (1) & Tracy Williams (1))            | 1   | 2 de abril de 2016       | 105  | Evolve 59     | |
| 3  | Drew Galloway (2) & Dustin (1)                               | 1   | 16 de julio de 2016      | 120  | Evolve 64     | |
| 4  | Catch Point (Fred Yehi (1) & Tracy Williams (2))             | 1   | 12 de noviembre de 2016  | 160  | Evolve 73     | |
| 5  | Catch Point (Chris Dickinson (1) & Jaka (1))                 | 1   | 22 de abril de 2017      | 77   | Evolve 82     | |
| 6  | The Lethal Enforcers (Anthony Henry (1) & JD Drake (1))      | 1   | 8 de julio de 2017       | 76   | Evolve 88     | |
| 7  | The Troll Boyz (ACH (1) & Ethan Page (1))                    | 1   | 22 de septiembre de 2017 | 1    | Evolve 92     | |
| 8  | Doom Patrol (Chris Dickinson (2) & Jaka (2))                 | 2   | 23 de septiembre de 2017 | 400  | Evolve 93     | |
| 9  | Street Profits (Angelo Dawkins (1) & Montez Ford (1))        | 1   | 28 de octubre de 2018    | 138  | Evolve 114    | |
| 10 | The Unwanted (Eddie Kingston (1) & Joe Gacy (1))             | 1   | 15 de marzo de 2019      | 120  | Evolve 123    | |
| 11 | AR Fox (1) & Leon Ruff (1)                                   | 1   | 13 de julio de 2019      | 147  | Evolve 131    | |
| 12 | The Besties In The World (Davey Vega (1) & Mat Fitchett (1)) | 1   | 7 de diciembre de 2019   | 208  | Evolve 142    | |
| —  | Desactivado                                                  | —   | 2 de julio de 2020       | —    | —             | Ver listaDesactivado cuando Evolve dejó de funcionar.                                                       |

### Total de días con el título

#### Por equipos
| Rango | Equipo                                               | N.º de Reina | Combinados Defensas | Días Combinados |
| ----- | ---------------------------------------------------- | ------------ | ------------------- | --------------- |
| 1     | Catch Point/Doom Patrol (Jaka & Chris Dickinson)     | 2            | 11                  | 477             |
| 2     | The Besties In The World (Davey Vega & Mat Fitchett) | 1            | 1                   | 208             |
| 3     | Catch Point (Fred Yehi & Tracy Williams)             | 1            | 3                   | 160             |
| 4     | AR Fox & Leon Ruff                                   | 1            | 0                   | 147             |
| 5     | Street Profits (Angelo Dawkins & Montez Ford)        | 1            | 6                   | 138             |
| 6     | The Unwanted (Eddie Kingston & Joe Gacy)             | 1            | 2                   | 120             |
| 6     | Drew Galloway & Dustin                               | 1            | 1                   | 120             |
| 8     | Catch Point (Drew Gulak & Tracy Williams)            | 1            | 2                   | 105             |
| 9     | The Lethal Enforcers (Anthony Henry & JD Drake)      | 1            | 3                   | 76              |
| 10    | Drew Galloway & Johnny Gargano                       | 1            | 2                   | 69              |
| 11    | The Troll Boyz (ACH & Ethan Page)                    | 1            | 0                   | 1               |

#### Por luchador
| Rango | Luchador        | N.º de Reina | Combinados Defensas | Días Combinados |
| ----- | --------------- | ------------ | ------------------- | --------------- |
| 1     | Chris Dickinson | 2            | 11                  | 477             |
| 1     | Jaka            | 2            | 11                  | 477             |
| 3     | Tracy Williams  | 2            | 5                   | 265             |
| 4     | Davey Vega      | 1            | 1                   | 208             |
| 4     | Mat Fitchett    | 1            | 1                   | 208             |
| 6     | Drew Galloway   | 2            | 3                   | 189             |
| 7     | Fred Yehi       | 1            | 3                   | 160             |
| 8     | AR Fox          | 1            | 0                   | 147             |
| 8     | Leon Ruff       | 1            | 0                   | 147             |
| 10    | Angelo Dawkins  | 1            | 6                   | 138             |
| 10    | Montez Ford     | 1            | 6                   | 138             |
| 12    | Eddie Kingston  | 1            | 2                   | 120             |
| 12    | Joe Gacy        | 1            | 2                   | 120             |
| 12    | Dustin          | 1            | 1                   | 120             |
| 15    | Drew Gulak      | 1            | 2                   | 105             |
| 16    | Anthony Henry   | 1            | 3                   | 76              |
| 16    | JD Drake        | 1            | 3                   | 76              |
| 18    | Johnny Gargano  | 1            | 2                   | 69              |
| 19    | ACH             | 1            | 0                   | 1               |
| 19    | Ethan Page      | 1            | 0                   | 1               |